# Ángel Patrick
Ángel Rogelio Patrick Garth (ur. 27 lutego 1992 w Colónie) – panamski piłkarz występujący na pozycji prawego obrońcy, reprezentant Panamy.

## Kariera klubowa
Patrick pochodzi z miasta Colón, stolicy prowincji Colón. Jest wychowankiem tamtejszego potentata – klubu CD Árabe Unido. Do pierwszej drużyny został włączony w wieku osiemnastu lat przez szkoleniowca Wilmana Conde i w Liga Panameña zadebiutował 30 stycznia 2011 w wygranym 2:0 spotkaniu z San Francisco. Premierowego gola w najwyższej klasie rozgrywkowej strzelił natomiast 21 sierpnia 2011 w wygranej 3:1 konfrontacji z Atlético Chiriquí, szybko zostając jednym z podstawowych zawodników drużyny. W jesiennym sezonie Apertura 2012 wywalczył z Árabe tytuł mistrza Panamy, zaś kolejny tytuł mistrzowski wywalczył kilka lat później – w wiosennym sezonie Clausura 2015. W sezonie Apertura 2015 jako filar zespołu prowadzonego przez Sergio Guzmána zdobył swoje trzecie mistrzostwo Panamy, zaś w sezonie Apertura 2016 po raz czwarty osiągnął tytuł mistrzowski.
W styczniu 2017 Patrick został wypożyczony z opcją wykupu do meksykańskiego drugoligowca Cafetaleros de Tapachula. Transfer doszedł do skutku za sprawą wcześniejszego niepowodzenia negocjacji z innym panamskim obrońcą Michaelem Murillo, który był pierwszą opcją Cafetaleros. W ekipie z Tapachuli dołączył do swojego rodaka Yoela Bárcenasa. W przeciwieństwie do niego nie potrafił się jednak przebić do wyjściowego składu i przez pół roku zanotował zaledwie trzy występy. Bezpośrednio po tym powrócił do Árabe Unido, z którym w sezonie Apertura 2017 zdobył wicemistrzostwo Panamy.

## Kariera reprezentacyjna
W seniorskiej reprezentacji Panamy Patrick zadebiutował za kadencji selekcjonera Hernána Darío Gómeza, 20 sierpnia 2014 w wygranym 4:0 meczu towarzyskim z Kubą. Miesiąc później został powołany na turniej Copa Centroamericana, podczas którego rozegrał jeden z trzech możliwych meczów (po wejściu z ławki), zaś jego kadra zajęła trzecie miejsce w rozgrywkach. W czerwcu 2015 znalazł się w składzie na Złoty Puchar CONCACAF, awaryjnie zastępując kontuzjowanego Roberto Chena. Podczas tego turnieju ani razu nie pojawił się na boisku, a Panamczycy odpadli w półfinale, przegrywając po dogrywce z późniejszym triumfatorem – Meksykiem (1:2) i zajęli trzecie miejsce na Złotym Pucharze. W styczniu 2017 po raz kolejny został powołany na Copa Centroamericana; tym razem wystąpił w dwóch z pięciu możliwych spotkań (z czego w jednym w wyjściowym składzie) i uplasował się wraz z drużyną narodową – będącą wówczas gospodarzem turnieju – na drugim miejscu.
W lipcu 2017 Patrick został powołany przez Gómeza na swój drugi Złoty Puchar CONCACAF. Podobnie jak przed dwoma laty nie zanotował żadnego występu, zaś Panamczycy zakończyli swój udział w turnieju na ćwierćfinałowej porażce z Kostaryką (0:1).